# Dolany (Hluboká)
Dolany jsou malá vesnice a část obce Hluboká v okrese Chrudim. Nachází se asi 2,5 kilometru severovýchodně od Hluboké. Dolany leží v katastrálním území Střítež u Skutče o výměře 3,65 km².

## Historie
První písemná zmínka o vesnici pochází z roku 1392.

## Galerie

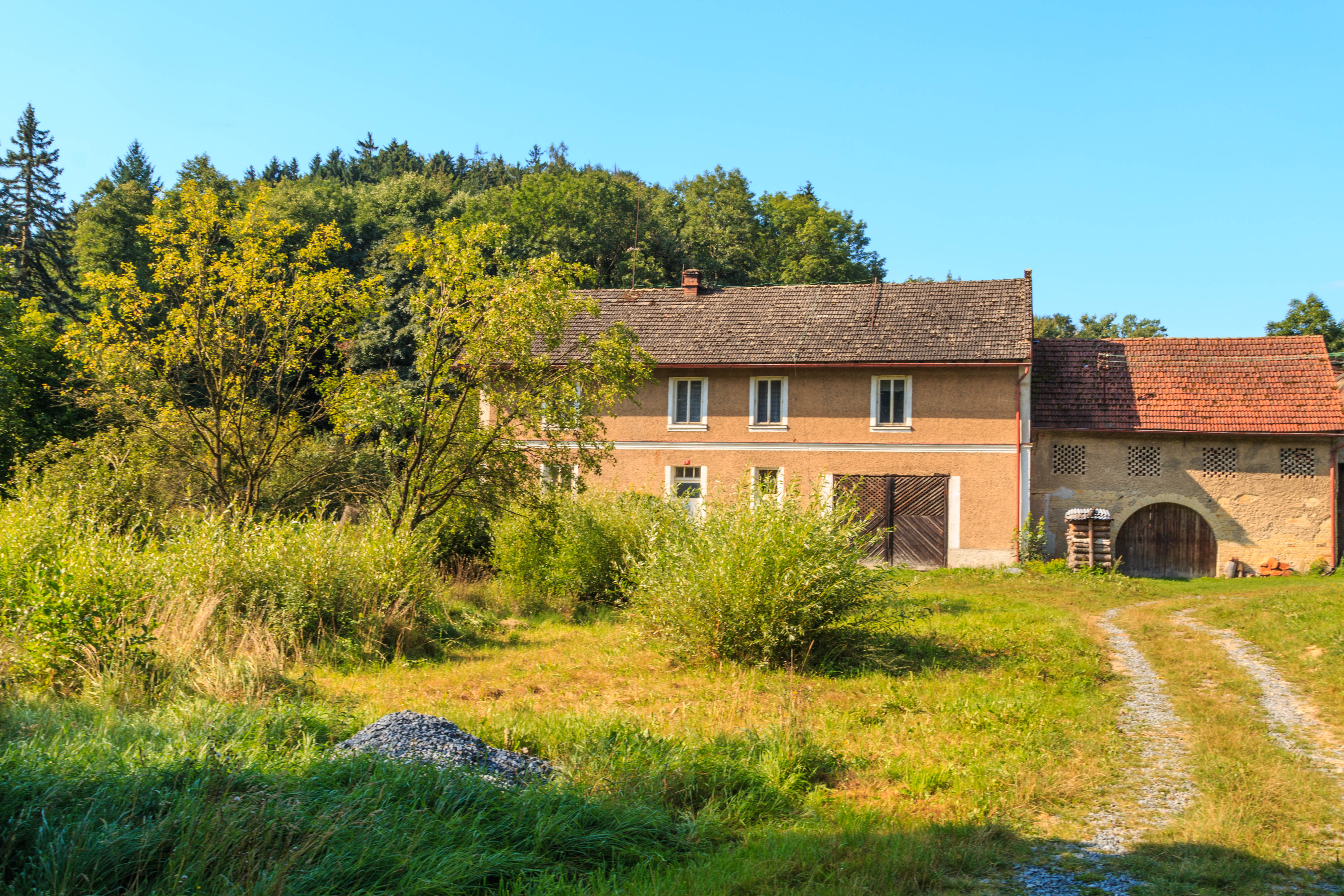
Dům čp. 1
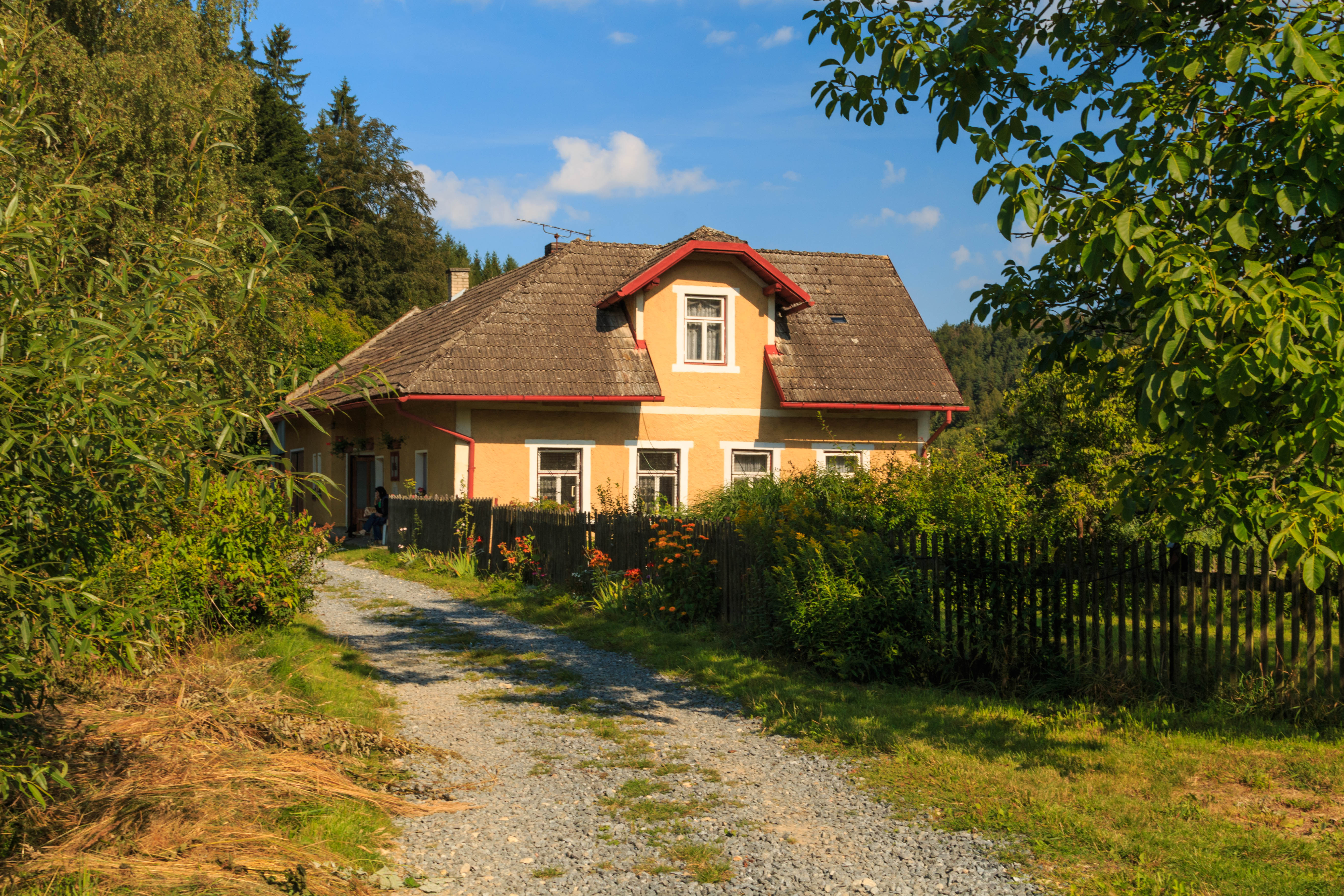
Dům čp. 9
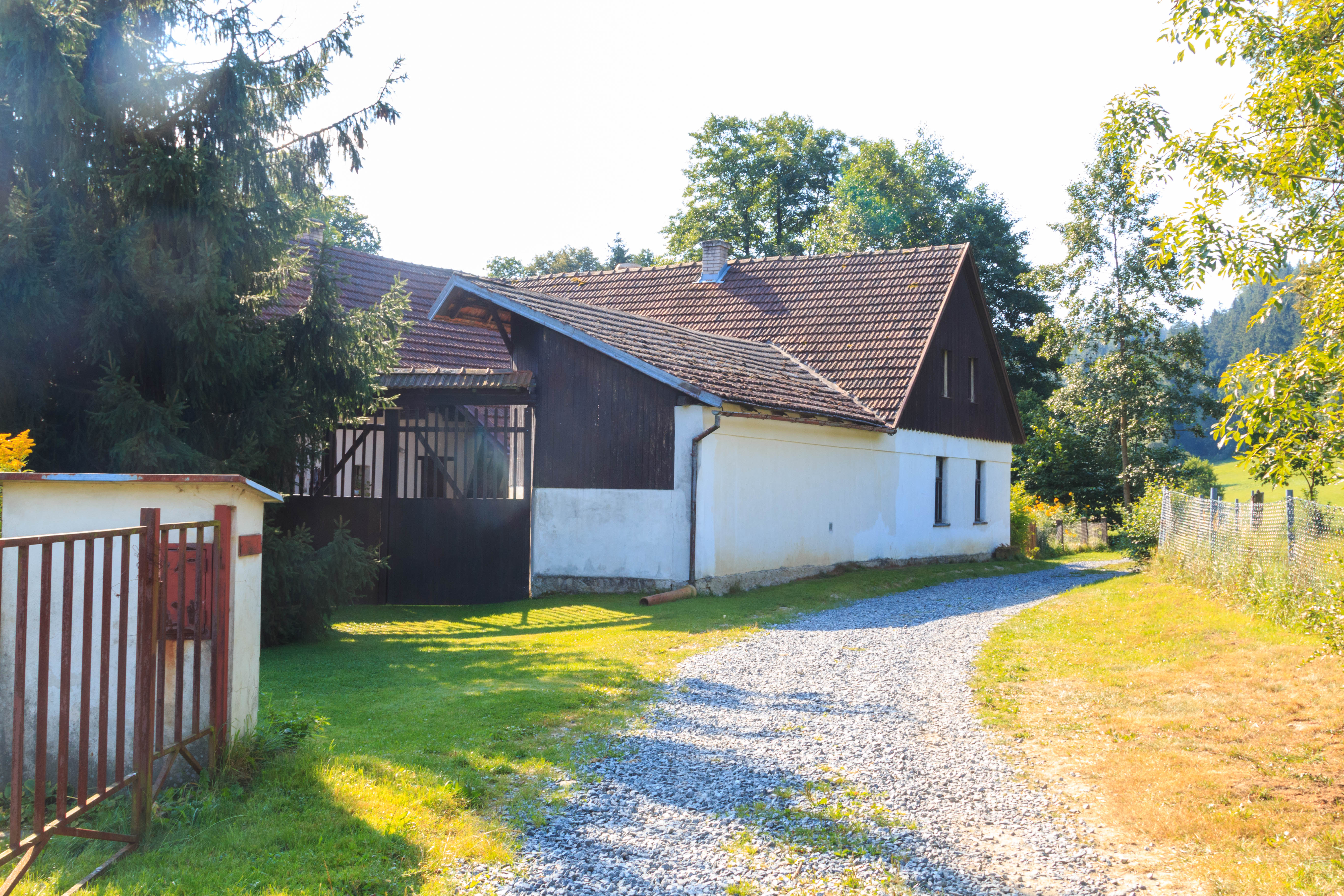
Dům čp. 4
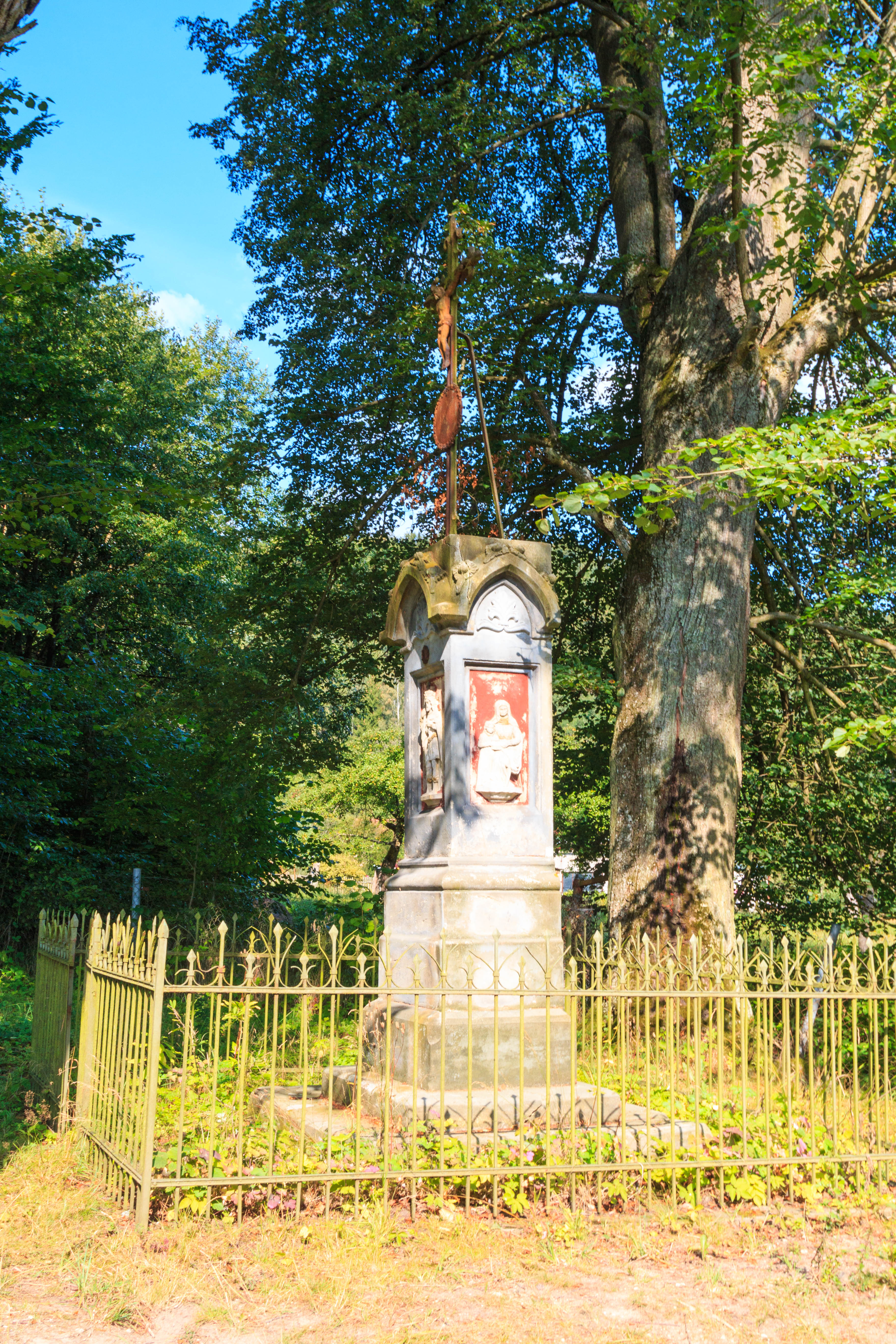
Křížek